# The 50th anniversary concert
The 50th anniversary concert is een livealbum van Barclay James Harvest (BJH) van John Lees. In 2018 trok deze variant van BJH in Europa rond om het vijftigjarig bestaan van de band te vieren. BJH was te horen van Engeland tot Griekenland. Van het concert op 6 mei 2018 in het Royal Northern College of Music in Manchester werden opnamen gemaakt. John Lees droeg het album op aan de twee overleden BJH-leden Mel Pritchard en Woolly Wolstenholme. Over zijn collega Les Holroyd, die concerten verzorgd met zijn variant wordt met geen woord gerept. Er wordt slechts een nummer van hem gespeeld (Crazy city).
Op het livealbum staat een aantal nummers die BJH nooit eerder in een live-uitvoering heeft uitgebracht. De twee grootste hits van BJH Titles en Live is for living ontbreken.

## Musici
- John Lees – zang, gitaar, blokfluit
- Craig Fletcher – zang, basgitaar, twaalfsnarige gitaar
- Jez Smith – toetsinstrumenten, waaronder mellotron, fluitjes, akoestische gitaar en achtergrondzang
- Kevin Whitehead – drumstel, percussie

En
- J.J.Lees - cornet op Just a day away

## Muziek
| Nr. | Titel | Duur  |
| --- | --- | ----- |
| 1.  | Mr. Sunshine | 4:26  |
| 2.  | Child of the universe | 5:01  |
| 3.  | She said | 8:44  |
| 4.  | Paraiso dos Cavalos/Sideshow | 10:18 |
| 5.  | The iron maiden | 3:18  |
| 6.  | In my life | 4:44  |
| 7.  | North | 9:34  |
| 8.  | In memory of the martyrs | 8:44  |
| 9.  | The acoustic medley (I:Delph town morn; II.One night; III:Mr. E; IV:Guitar blues; V:Just a day (Forever tomorrow); VI:Unreservedly yours) | 12:06 |
| 10. | River of dreams | 4:24  |

| Nr. | Titel                  | Duur  |
| --- | ---------------------- | ----- |
| 1.  | On leave               | 9:13  |
| 2.  | Taking some time on    | 4:46  |
| 3.  | Summer soldier         | 9:23  |
| 4.  | Medicine man           | 9:26  |
| 5.  | Mocking bird           | 8:30  |
| 6.  | Crazy city             | 4:51  |
| 7.  | The poet/After the day | 11:52 |
| 8.  | Early morning          | 3:03  |
| 9.  | Hymn                   | 5:11  |

| Nr. | Titel          | Duur |
| --- | -------------- | ---- |
| 1.  | Gehele concert |      |